# Walter Duranty
Walter Duranty (25 de mayo de 1884 - 3 de octubre de 1957) fue un periodista anglo-estadounidense que trabajó como jefe de la oficina de The New York Times en Moscú durante catorce años (1922-1936) tras la victoria bolchevique en la Guerra Civil Rusa (1918-1921) .
En 1932, Duranty recibió un premio Pulitzer por una serie de informes sobre la Unión Soviética, once de los cuales se publicaron en junio de 1931. Más tarde fue criticado por su posterior negación de la hambruna generalizada (1930-1933) en la URSS, en particular el Holodomor. A partir de 1990, se produjeron peticiones para que la junta de Pulitzer revocara el premio de Duranty. La Junta Pulitzer se negó a revocar el premio y en 2003 dijo que los artículos que examinó al otorgar el premio no contenían "pruebas claras y convincentes de engaño deliberado".

## Niñez e inicios de su carrera
Duranty nació en una familia de clase media su madre Merseyside de Emmeline (de soltera Hutchins) y William Steel Duranty su padre. Sus abuelos se habían mudado a Birkenhead en Wirral desde las Indias Occidentales en 1842 y establecieron un exitoso negocio comercial en el que trabajaba su padre. Estudió en Harrow, una de las escuelas públicas más prestigiosas de Gran Bretaña, pero un colapso repentino en el negocio familiar lo llevó a transferirse a Bedford School. Sin embargo, obtuvo una beca para estudiar en Emmanuel College, Cambridge, donde se graduó con un título de primera clase.
Después de completar su educación, Duranty se mudó a París, donde conoció a Aleister Crowley y participó en rituales mágicos con él. Duranty se involucró en una relación con la amante de Crowley, Jane Cheron, y finalmente se casó con ella. En Magick Without Tears, Crowley llama a Duranty "mi viejo amigo" y cita el libro de Duranty Escribo como me plazca.
Durante la Primera Guerra Mundial, Duranty trabajó como reportero para The New York Times. Una historia que presentó Duranty sobre la Conferencia de Paz de París de 1919 le ganó una mayor atención como periodista. Se mudó a Riga, Letonia, para cubrir eventos en los nuevos estados bálticos independientes.

## Carrera en Moscú
Duranty se mudó a la Unión Soviética en 1921. Mientras estaba de vacaciones en Francia en 1924, se lesionó la pierna izquierda en un choque de trenes. Después de una operación, el cirujano descubrió gangrena y le amputaron la pierna. Una vez recuperado, Duranty regresó a la Unión Soviética.
Durante la Nueva Política Económica, que implementó una economía mixta, los artículos de Duranty no lograron atraer la atención generalizada. Sin embargo, después del advenimiento del primer plan quinquenal (1928-1933), cuyo objetivo era transformar la industria y la agricultura soviéticas, se le concedió una entrevista exclusiva con Iósif Stalin que mejoró enormemente su reputación como periodista. Duranty permaneció en Moscú durante doce años.
Después de establecerse en los Estados Unidos en 1934, Duranty fue contratado por The New York Times, cuyos términos requerían que pasara varios meses al año en Moscú. En esta capacidad, informó sobre los juicios espectáculo de los opositores políticos de Stalin en 1936-1938.

## Final de su carrera
En 1934, Duranty salió de Moscú y visitó la Casa Blanca en compañía de funcionarios soviéticos, incluido Litvinov. Continuó como corresponsal especial de The New York Times hasta 1940.
Escribió varios libros sobre la Unión Soviética después de 1940. Su nombre figuraba en la lista del escritor George Orwell de aquellos que consideraba inadecuados para cualquier cargo en el Departamento de Investigación de Información del Ministerio de Relaciones Exteriores británico, debido a la posibilidad de que fueran demasiado comprensivos con el comunismo o posiblemente agentes comunistas pagados.

## Llamado a revocar su Premio Pulitzer
La preocupación por la ausencia de informes de Duranty sobre la hambruna en la Ucrania soviética llevó a un movimiento para despojarlo póstuma y simbólicamente del Premio Pulitzer que recibió en 1932.
En respuesta a Stalin's Apologist (1990), la biografía crítica de Sally J. Taylor, The New York Times asignó a un miembro de su consejo editorial, Karl Meyer, para que escribiera un editorial firmado sobre el trabajo de Duranty para el Times. En un artículo mordaz, Meyer dijo (24 de junio de 1990) que los artículos de Duranty eran "algunos de los peores reportajes que aparecieron en este periódico". Duranty, dijo Meyer, había apostado su carrera al ascenso de Stalin y "se esforzó por preservarlo ignorando o excusando los crímenes de Stalin". La Junta Pulitzer en 1990 reconsideró el premio pero decidió conservarlo tal como se otorgaba. Cuatro años antes, en una reseña de The Harvest of Sorrow (1986) de Robert Conquest, el exreportero de la oficina de Moscú Craig Whitney escribió que Duranty efectivamente ignoró la hambruna hasta que casi había terminado.
En 2003, luego de una campaña internacional de la Asociación Canadiense de Libertades Civiles de Ucrania, la Junta Pulitzer inició una investigación renovada y The New York Times contrató a Mark von Hagen, profesor de historia rusa en la Universidad de Columbia, para revisar el trabajo de Duranty en su conjunto. Von Hagen encontró que los informes de Duranty eran desequilibrados y poco críticos, y que con demasiada frecuencia daban voz a la propaganda estalinista. En comentarios a la prensa afirmó: "Por el honor de The New York Times, deberían quitarle el premio". The Times envió el informe de Von Hagen a la Junta de Pulitzer y dejó que la Junta tomara las medidas que considerara apropiadas. En una carta que acompaña al informe, el editor de The New York Times, Arthur Ochs Sulzberger, Jr. calificó el trabajo de Duranty de "descuidado" y dijo que "debería haber sido reconocido por lo que fue por sus editores y por los jueces del Pulitzer hace siete décadas".
Finalmente, Sig Gissler, administradora de la junta del Premio Pulitzer, se negó a revocar el premio. En comunicado de prensa del 21 de noviembre de 2003, afirmó que en relación con los 13 artículos de Duranty de 1931 presentados para el laudo "no había pruebas claras y contundentes de engaño deliberado, el estándar relevante en este caso".